# Спиридонов, Эрнст Максович
Эрнст Максович Спиридонов (род. 1938, Москва) — советский и российский минералог, петрограф и петролог, доктор геолого-минералогических наук, профессор кафедры минералогии, Геологический факультет МГУ. Открыл и описал более 20 минеральных видов.

## Биография
В 1960 году окончил Геологический факультет МГУ, кафедра петрографии, квалификация — геолог, петрограф и минералог.
С 1960 года работает на Геологическом факультете МГУ, пройдя путь от инженера-геолога до профессора.
В 1968 году защитил кандидатскую диссертацию по теме «Петрология некоторых золотоносных интрузивов Северного Казахстана (на примере Степнякского рудного поля)».
Работал в Центрально-Казахстанской экспедиции МГУ:
- 1968—1983 — начальник геолого-съёмочной партии
- 1983—1992 — начальник тематической партии, старший геолог

В 1988—1993 годах — доцент кафедры петрографии магматических и метаморфических пород МГРИ, читал курсы лекций по темам:
- Петрография и петрология магматических, метаморфических и метасоматических горных пород.
- Рудные акцессорные минералы.

В 1992 году защитил докторскую диссертацию по теме «Закономерности формирования и размещения плутоногенных месторождений золота в северной части Центрального Казахстана».
С 1992 года — профессор кафедры минералогии геологического факультета МГУ.
Автор и ведущий лектор учебных курсов кафедры минералогии:
- Генетическая минералогия[5]
- Генетическая минералогия золота
- Минералогия элементов группы платины

Совместно с Уральской горной академией и Санкт-Петербургским университетом организовал и проводил «Уральские летние минералогические школы» (1995—2000) — научные совещания студентов, аспирантов и преподавателей российских вузов.
Одновременно, ведущий научный сотрудник Минералогического музея им. А. Е. Ферсмана РАН.
Основная научная специализация:	Генетическая минералогия. Научные интересы: минералогия, петрология и геохимия рудоносных образований, металлогения, поиски и разведка рудных и нерудных месторождений.
Автор более 400 научных статей и 27 монографий.
С 1999 года в редколлегии Уральского геологического журнала, Екатеринбург.

## Награды и премии
- 1997 — Премия Президента Российской Федерации в области образования за организацию и проведение Уральской минералогической школы[9].

## Членство в организациях
- 1977 — Петрографический совет Казахской ССР.
- 1981 — Российское минералогическое общество, почётный член (2015)[10].
- 1995 — Болгарское минералогическое общество, почётный доктор.
- Руководитель студенческого научного общества геологического факультета МГУ.

## Значение
В 2018 году в читальном зале библиотеки в главном здании МГУ (сектор А, 6 этаж) была открыта выставка публикаций Э. М. Спиридонова к его юбилею.
В честь Э. М. Спиридонова в 2019 году был назван новый минерал спиридоновит (англ. Spiridonovite).
Э. М. Спиридонов принял участие в и описании новых минералов:
- 1979 — Билибинскит[12]
- 1979 — Безсмертновит[13]
- 1979 — Богдановит[14]
- 1980 — Балякинит[15]
- 1981 — Груздевит[16]
- 1982 — Плюмботеллурит[17]
- 1984 — Смирнит[18]
- 1986 — Аргентотеннантит[19]
- 1987 — Чеховичит[20]
- 1989 — Кочкарит[21]
- 1990 — Рощинит[22]
- 1992 — Германоколусит[23]
- 1992 — Стибиоколусит[24]
- 1995 — Златогорит[25]
- 1996 — Бабкинит[26]
- 1997 — Великит[27]
- 1998 — Кальциртит генетический тип[28]
- 1999 — Гидроксилклиногумит[29]
- 2007 — Ферроскуттерудит[30]
- 2015 — Бадделеит генетический тип[31].